# Nacht der ermordeten Dichter
Als Nacht der ermordeten Dichter, auch Nacht der getöteten Poeten (russisch Дело Еврейского антифашистского комитета ‚Affäre Jüdisches Antifaschistisches Komitee‘), wird die Nacht vom 12. auf den 13. August 1952 bezeichnet, in der zahlreiche sowjetische Juden, darunter bekannte jiddische Schriftsteller und Intellektuelle, im Gefängnis Lubjanka in Moskau hingerichtet wurden. Die Verhaftungen geschahen im September 1948 und Juni 1949. Alle Angeklagten wurden wegen ihrer Verbindung zum Jüdischen Antifaschistischen Komitee unter dem Vorwand der Spionage und des Hochverrats verhaftet. Nach Folterungen und drei Jahren Isolationshaft kam es in der Folge zu einem Geheimprozess mit anschließender Verurteilung zum Tod durch Erschießen. Neben der so genannten Ärzteverschwörung handelt es sich hierbei um eines der bekanntesten antisemitischen Verbrechen gegen die jüdische Bevölkerung unter Josef Stalin.
Im selben Jahr kam es zu weiteren antisemitischen Repressionen und Verbrechen durch die kommunistischen Regierungen u. a. in der Tschechoslowakei im Slánský-Prozess und in Ungarn unter Mátyás Rákosi.

## Jüdisches Antifaschistisches Komitee
Das Jüdische Antifaschistische Komitee (JAK) war eine Gruppe bekannter jüdischer Intellektueller, die im Verlauf des Zweiten Weltkriegs auf Veranlassung der sowjetischen Regierung geschaffen wurde, mit dem Ziel, eine weltweite Unterstützung aus jüdischen Kreisen für den Krieg gegen das Deutsche Reich zu gewinnen.
Durch den Einmarsch der Nazis in die Sowjetunion und den Holocaust wurde die jüdische Kultur fast vollständig zerstört. Nach dem Krieg entschieden sich die Mitglieder des Komitees, sich dem Neuaufbau des jüdischen Lebens in der Sowjetunion zu widmen.
Die Entstehung Israels sorgte für Misstrauen bei Stalin gegenüber der jüdischen Bevölkerung und insbesondere gegenüber dem JAK. Den Neuaufbau der jiddischen Kultur sah er als Versuch, sich von der kommunistischen Ideologie zu lösen. Stalin befürchtete, dass sich die jüdische Bevölkerung kulturell und sprachlich abkapseln würde, um schließlich mit Israel und Amerika ein Bündnis einzugehen.
Der Beginn der Verfolgung des JAKs war die von Stalin beauftragte Ermordung Solomon Michoels in Minsk, dem Vorsitzenden des JAKs und Direktor des Staatlichen Jüdischen Theaters Moskaus. Sein Leichnam wurde auf die Straße gelegt, so dass es wie ein Unfall aussah. Offiziell wurde Michoels vom Kreml immer noch als verehrte Figur dargestellt.

## Vernehmung und Anklage
Die Anklage gegen die Beschuldigten beinhaltete unter anderem „Konterrevolutionäre Verbrechen“ und „Planung eines Staatsstreiches“. Des Weiteren warf man ihnen vor, für ausländische Agenten, vor allem amerikanische Journalisten, zu spionieren. Bei der Vernehmung kam es zu schweren Folterungen der Angeklagten.

## Die Angeklagten
Folgende Personen wurden angeklagt:
1. Perez Markisch[7] (1895–1952), jiddischer Schriftsteller
2. David Hofstein (1889–1952), jiddischer Schriftsteller
3. Itzik Feffer (1900–1952), jiddischer Schriftsteller
4. Leib Kwitko (1890–1952), jiddischer Schriftsteller und Kinderbuchautor
5. David Bergelson (1884–1952), Schriftsteller
6. Solomon Losowski (1878–1952), Direktor des Sowjetischen Informationsbüros
7. Boris Schimeliowitsch (1902–1952), Medizindirektor des Botkin-Krankenhauses in Moskau
8. Benjamin Suskin (1899–1952), Assistent und Nachfolger von Solomon Michoels, dem Direktor des Staatlichen Jüdischen Theaters Moskaus
9. Joseph Jusefowitsch (1890–1952), Wissenschaftler am Institut für Geschichte der sowjetischen Akademie der Wissenschaften
10. Leon Talmi (1893–1952), Übersetzer und Journalist
11. Ilja Watenberg (1887–1952), Übersetzer und Journalist von Ejnikajt, der Zeitung des JAK
12. Tschajka Watenberg-Ostrowskaja (1901–1952), Frau von Ilja Watenberg, Übersetzerin für das JAK
13. Emilia Teumin (1905–1952), Stellvertretende Chefredakteurin des Diplomaten-Wörterbuchs
14. Solomon Bregman (1895–1953), stellvertretender Volkskommissar für Staatskontrolle
15. Lina Stern (auch Shtern) (1878–1968), Biochemikerin, Physiologin und Humanistin, erste weibliche Wissenschaftlerin an der Russischen Akademie der Wissenschaften. Sie war die einzige Überlebende.

In dieser Zeit kam es zu weiteren Verhaftungen und Hinrichtungen von Personen, die in Verbindung zum Jüdischen Antifaschistischen Komitee standen. Darunter befand sich auch der ehemalige Direktor des Staatlichen Jüdischen Theaters in Moskau Solomon Michoels, der 1948 auf Befehl Stalins in Minsk ermordet wurde. Der bekannte jiddische Schriftsteller Der Nister starb 1950 im Gulag. Im selben Jahr wurden des Weiteren der Literaturkritiker Yitzhak Nusinov sowie die beiden Journalisten Schmuel Persow und Miriam Zheleznova erschossen.

## Prozess und Hinrichtungen
Der Geheimprozess gegen die Angeklagten erstreckte sich über mehrere Monate, vom 8. Mai bis zum 18. Juli 1952. Es gab weder Staatsanwälte noch Verteidiger, lediglich ein Militärgericht, bestehend aus drei Personen. Ein Teil der Angeklagten legte ein Geständnis oder Teilgeständnis ab, andere plädierten auf ihre Unschuld.
Das Urteil lautete schließlich Hinrichtung und Beschlagnahmung des Besitzes. Des Weiteren wurden alle Auszeichnungen der Angeklagten konfisziert. Am 12. August 1952 wurden 13 der Verurteilten (alle außer Lina Stern und Solomon Bregman) im Keller des Lubjanka-Gefängnisses erschossen.
Solomon Bregman wurde während seiner Gefangenschaft so stark gefoltert, dass er ins Koma fiel. Er blieb bewusstlos bis zu seinem Tod am 23. Januar 1953.
Lina Stern überlebte als einzige wegen ihrer Tätigkeit als erfolgreiche Wissenschaftlerin. Sie bekam „nur“ eine Strafe von dreieinhalb Jahren Arbeitslager mit anschließender fünfjähriger Verbannung. Wegen ihrer langen Untersuchungshaft kam sie direkt in die Verbannung. Nach Stalins Tod konnte sie allerdings früher heimkehren.